# Wang Zhen (lekkoatleta)
Wang Zhen (chiń. 王镇; 24 sierpnia 1991) – chiński lekkoatleta, chodziarz.

## Osiągnięcia
| Rok  | Zawody                                 | Miasto         | Konkurencja   | Miejsce     | Czas    |
| ---- | -------------------------------------- | -------------- | ------------- | ----------- | ------- |
| 2010 | Puchar świata w chodzie                | Chihuahua      | Chód na 20 km | 21. miejsce | 1:26:49 |
| 2011 | Mistrzostwa świata                     | Daegu          | Chód na 20 km | 2. miejsce  | 1:20:54 |
| 2012 | Puchar świata w chodzie                | Sarańsk        | chód na 20 km | 1. miejsce  | 1:19:13 |
| 2012 | Igrzyska olimpijskie                   | Londyn         | chód na 20 km | 3. miejsce  | 1:19:25 |
| 2014 | Puchar świata w chodzie                | Taicang        | chód na 20 km | 6. miejsce  | 1:19:40 |
| 2014 | Igrzyska azjatyckie                    | Incheon        | Chód na 20 km | 1. miejsce  | 1:19:45 |
| 2015 | Mistrzostwa świata                     | Pekin          | Chód na 20 km | 2. miejsce  | 1:19:29 |
| 2016 | Drużynowe mistrzostwa świata w chodzie | Rzym           | Chód na 20 km | 1. miejsce  | 1:19:22 |
| 2016 | Igrzyska olimpijskie                   | Rio de Janeiro | chód na 20 km | 1. miejsce  | 1:19:14 |

## Rekordy życiowe
- Chód na 10 kilometrów – 37:44 (2010) rekord Azji, rekord świata juniorów
- Chód na 10 000 metrów – 38:30,38 (2012) rekord Azji
- Chód na 20 kilometrów – 1:17:36 (2012) do 2015 rekord Azji, do 2021 rekord Chin